# 亚历山大·比洛多
亚历山大·比洛多（法語：Alexandre Bilodeau，1987年9月8日—），加拿大男子自由式滑雪运动员。他曾代表加拿大参加2006年、2010年和2014年冬季奥林匹克运动会自由式滑雪比赛，获得二枚金牌。